# Кидд, Джонни
Фредерик Альберт Хит (англ. Frederick Albert Heath, 23 декабря 1935 – 8 октября 1966), известный как Джонни Кидд — английский певец и автор песен, наиболее запомнившийся как ведущий вокалист рок-н-ролльной группы Johnny Kidd & The Pirates. Он был одним из немногих британских рокеров, существовавших до The Beatles, получивших всемирную известность, главным образом благодаря своему хиту 1960 года «Shakin' All Over».

## Биография
Фредерик Альберт Хит родился в 1935 году в Уиллесдене, Северный Лондон, Англия. Он начал играть на гитаре в группе скиффл примерно в 1956 году. Группа, известная как The Frantic Four, а позже как The Nutters, исполняла в основном скиффл, поп и рокабилли. Одновременно Хит проявил себя как плодовитый автор песен, более чем за три месяца он написал большинство из 30 песен. 31-я песня Хита станет прорывом группы.
В 1959 году Хиту и его группе был дан тест на запись их первого сингла под названием «Please Don't Touch». Вскоре последовал контракт с HMV, и во время сессии группе сообщили, что их название Freddie Heath and the Nutters будет изменено на Johnny Kidd & the Pirates. «Please Don't Touch» достиг 25-й строчки в британском чарте синглов. Хотя она не так хорошо известна, как более поздняя песня Кидда «Shakin' All Over», она выделяется среди других британских рок-песен того времени. В отличие от Билли Фьюри или Марти Уайлда, Кидд не подражал голосу Элвиса Пресли или кого-либо из его американских современников. Песня также отличалась плавной гармонией и не содержала явных отсылок к стилю рокабилли.
Самой известной песней Кидда как композитора была «Shakin' All Over», которая стала британским хитом № 1 в 1960 году. Собственная версия Кидда не попала в чарты за пределами Европы, но две кавер-версии попали: The Guess Who возглавили канадские чарты (и заняли 22-е место в США) с их версией 1965 года, а в Австралии Норми Роу возглавил чарты с ней позже в том же году. В 1970 году The Who снова популяризировали эту песню на своем альбоме Live at Leeds.
Изначально песня должна была стать би-сайдом кавера на песню Рики Нельсона «Yes Sir, That's My Baby». Кидду сказали, что можно использовать песню собственного сочинения, и вместе с The Pirates новый номер был написан в подвале кафе-бара Freight Train за день до записи. В дополнение к Кидду (вокал), Алану Кэдди (гитара), Клему Каттини (ударные) и Брайану Греггу (бас) сессионный гитарист Джо Моретти был приглашен Киддом для игры на соло-гитаре. Именно Моретти создал фирменный звук песни, проводя зажигалкой Брайана Грегга вверх и вниз по ладовой панели его гитары.
«Shakin' All Over» ознаменовала пик, которого Кидд больше не достигнет. Будущие пластинки не так хорошо продвигались в чартах. В 1961 году Каттини, Кэдди и Грегг покинули группу и позже играли в The Tornados. Теперь Кидд собрал новую группу. Джонни Спенс теперь был добавлен к басу, Фрэнк Фарли — к барабанам, а позже Мик Грин станет гитаристом. Группа активно гастролирует по всей Англии и Европе. Приняв более ритмичный стиль, она достигла 4-го места в британском чарте синглов с песней «I'll Never Get Over You» и разделила чарты с The Searchers с песней «Hungry For Love» (№ 20) в 1963 году; обе песни были написаны Гордоном Миллсом. Со временем также появился сценический номер с Киддом и пиратами. Кидд надел повязку на глаз и носил кортик, которым он размахивал на сцене и отбивал высокие удары в такт музыке группы. К этому моменту у Кидда была ещё одна новая группа The New Pirates, но записи теперь превратились в каверы на поп-песни.
8 октября 1966 года Кидд погиб в возрасте 30 лет в результате автомобильной аварии на трассе A58, Бери-Нью-роуд, Брейтмет, Болтон, Ланкашир около 2 часов ночи. Автомобиль Ford Cortina, в котором он ехал в качестве пассажира, столкнулся лоб в лоб с автомобилем Mini, за рулем которого находился бухгалтер-стажер Питер Меткалф. 17-летняя подруга Меткалфа, Хелен Рид, также погибла. Басист New Pirates Ник Симпер, который позже стал оригинальным участником Deep Purple, также был в машине с Киддом, но он получил лишь несколько порезов и сломанную руку.
Кидд был кремирован в крематории Голдерс-Грин в Лондоне.